# Eine Erinnerung an Solferino

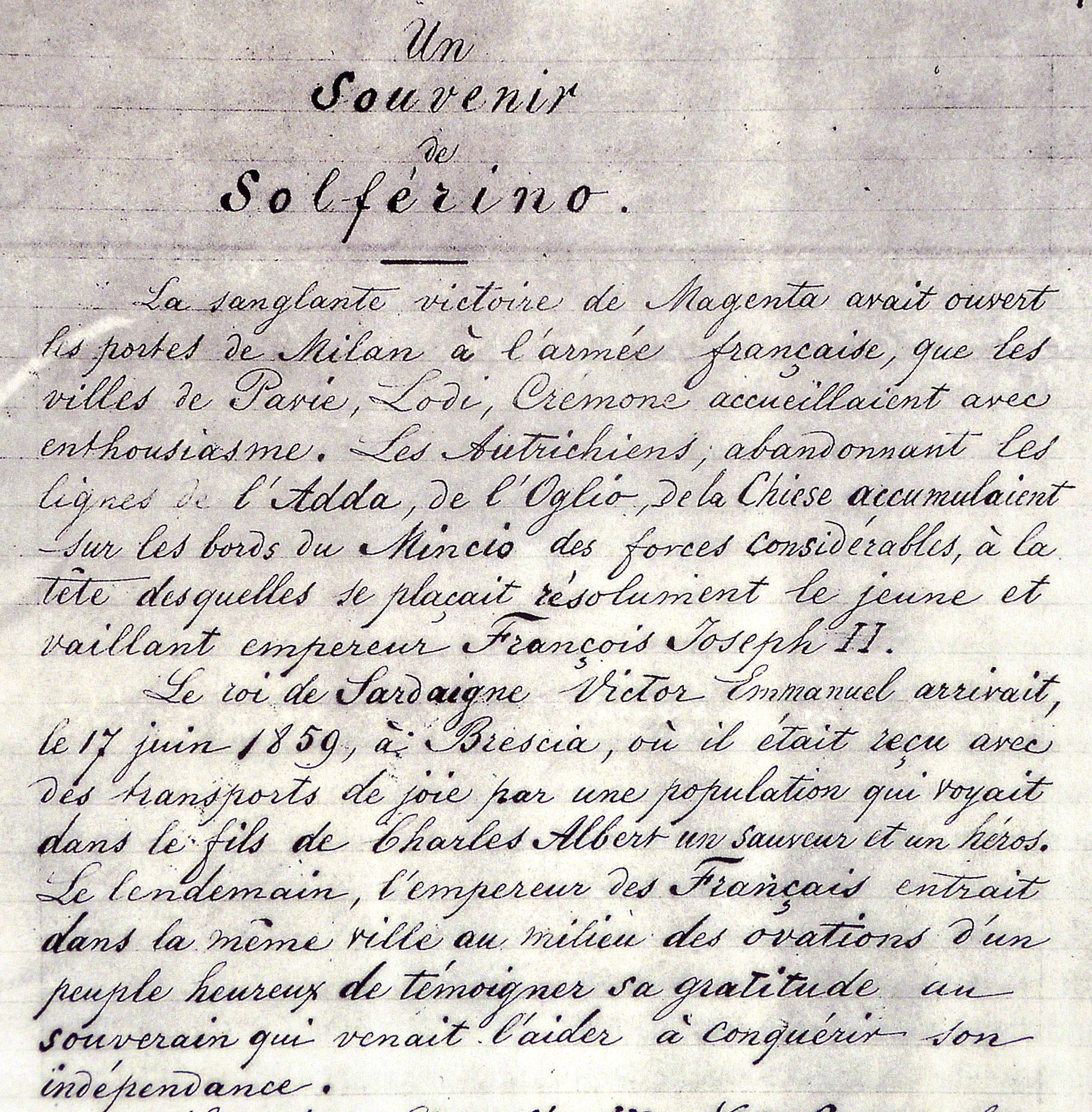
Die erste Seite des Manuskripts

Eine Erinnerung an Solferino (französischer Originaltitel: Un souvenir de Solférino) ist ein 1862 erschienenes Buch des Schweizer Humanisten Henry Dunant, das mit ausschlaggebend für die Gründung des heute „Internationales Komitee vom Roten Kreuz“ (IKRK) genannten „Komitees der Hilfsgesellschaften für die Verwundetenpflege“ war.

## Entstehungsgeschichte

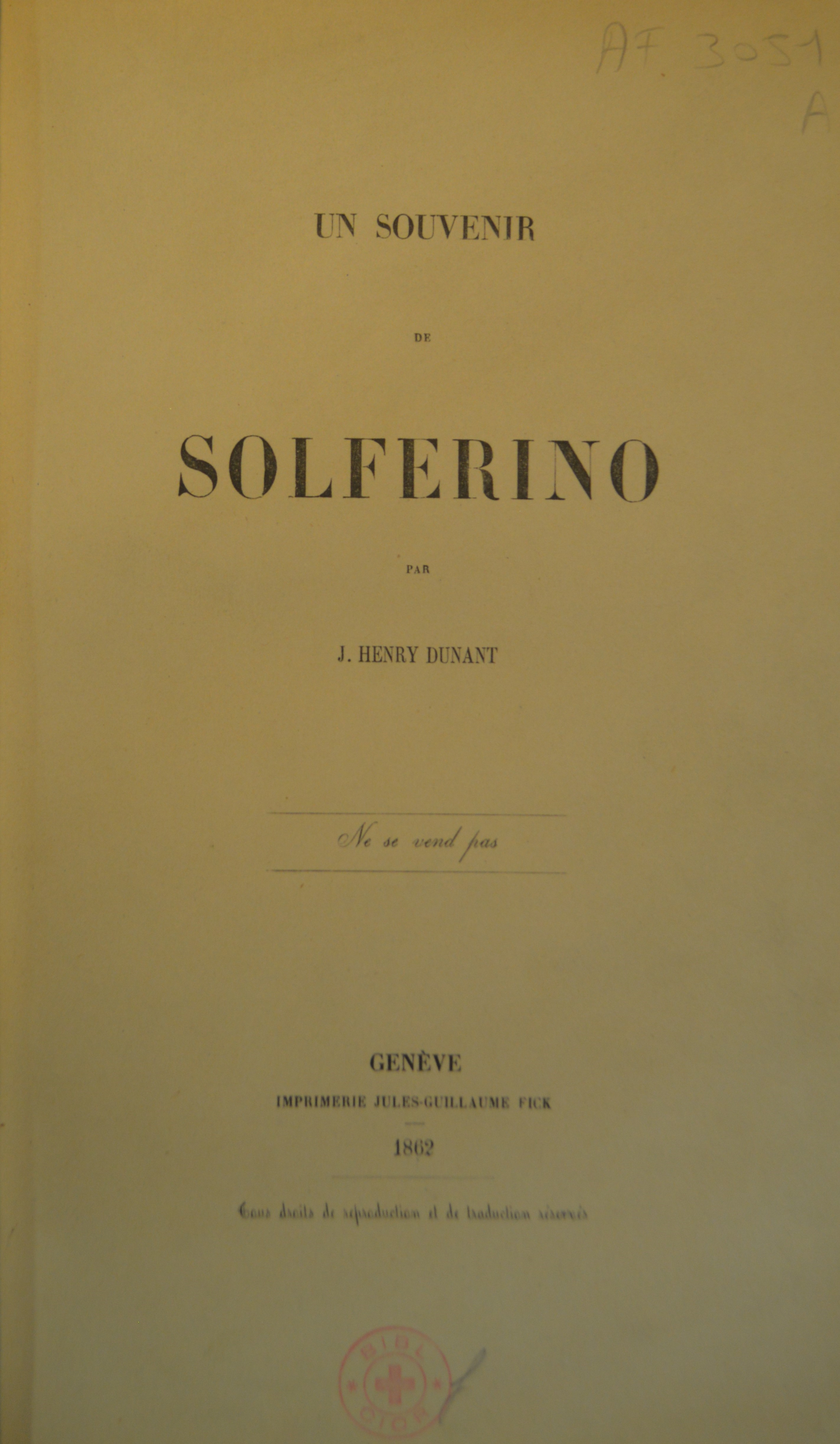
Titelblatt der Erstausgabe

Während einer Geschäftsreise wurde Henry Dunant im Juni 1859 in der Nähe der italienischen Stadt Solferino Zeuge der erschreckenden Zustände nach der Schlacht von Solferino zwischen den verbündeten Truppen Piemont-Sardiniens und Frankreichs gegen die Armee des Kaisertums Österreich. Seine Erfahrungen verarbeitete er in „Eine Erinnerung an Solferino“. Er beschrieb darin, wie er sich einsetzte, um die Verwundeten beider Seiten zu pflegen. Neben der eindringlichen Schilderung der Schlacht, die jedoch nicht auf eigenen Erlebnissen beruhte, regte er in diesem Buch die Bildung von freiwilligen Hilfsorganisationen an, die sich in Friedenszeiten auf Hilfe für Verwundete im Krieg vorbereiten sollten. Er forderte den Abschluss von Verträgen, in denen die Neutralität und der Schutz der Kriegsverwundeten und der sie versorgenden Personen sowie aller für sie getroffenen Einrichtungen gesichert werden sollten.
Dunant veröffentlichte das Buch 1862 in Genf auf eigene Kosten und sandte es an führende Persönlichkeiten aus Politik und Militär. Innerhalb weniger Jahre wurde das Buch in elf Sprachen übersetzt.

## Auswirkungen
In der Folge auf „Eine Erinnerung an Solferino“ kam es 1863 zur Gründung des „Komitees der Hilfsgesellschaften für die Verwundetenpflege“, das seit 1876 die Bezeichnung „Internationales Komitee vom Roten Kreuz“ trägt. Auch die 1864 beschlossene erste Genfer Konvention geht wesentlich auf Vorschläge aus Dunants „Eine Erinnerung an Solferino“ zurück.